# Flandria Palace
Het hotel Flandria Palace is een voormalig hotel in de Belgische stad Gent. Het hotel telde 600 kamers en werd opgetrokken aan het Koningin Maria Hendrikaplein aan het Sint-Pietersstation met het oog op de Wereldtentoonstelling van 1913 die vlakbij werd ingericht. Het gebouw werd later gebruikt voor burelen van de NMBS en Infrabel. Het werd in 1995 beschermd als monument. Het is een ontwerp van architect Jules Van den Hende.